# FLIRT (アゼルバイジャン鉄道)
この項目では、スイスの鉄道車両メーカーであるシュタッドラー・レールが展開する鉄道車両ブランドであるFLIRTのうち、アゼルバイジャンの国営鉄道であるアゼルバイジャン鉄道に導入される車両について解説する。同事業者の近代化へ向けて合計3種類の車両が製造される事になっており、2024年以降営業運転に用いられている。

## 概要
2019年11月、アゼルバイジャンの国営鉄道であるアゼルバイジャン鉄道は、首都・バクーの近郊鉄道（アブシェロン環状鉄道）を始めとした旅客輸送の近代化を目的に、スイスのシュタッドラー・レールに対し、新型車両や予備部品、車庫の整備用設備を含めた1億5,000万ユーロ分の発注を交わした。そのうち新型車両として導入が決定したのは、シュタッドラー・レールが展開する中・長距離列車用ブランドである「FLIRT」で、契約分の車両数は連接車10編成で、そのうち6編成は電車、4編成は気動車であった。当初は2022年からの納入を予定していたが、新型コロナウイルス感染症（COVID-19）に加えてロシア連邦によるウクライナ侵攻への影響もあり、実際の納入は2023年に実施された。その後、試運転を経て2024年の気動車（DŞI形）以降順次営業運転への投入が行われている。
これらの車両はソビエト連邦時代に制定された規格（GOST規格）に基づいた「FLIRTG」と呼ばれるブランドの車種で、車体幅は3,480 mm、全高は4,600 mmである。-40℃ - 45℃の環境下でも走行可能なよう設計が行われており、最高速度は160 km/hである。また、これらの車両はプラットホームの高さに合わせ車内の大半が低床構造になっている他、車椅子用のフリースペース、バリアフリーに対応したトイレも設置されている。

## 気動車（DŞI形）
アゼルバイジャン鉄道に導入された4編成の気動車タイプのFLIRTは、4基のディーゼルエンジンを搭載した小型車体（パワーパック、PowerPack）を含めた6車体連接車で、編成長は106,740 mm、着席定員数はビジネスクラスにあたる個室定員8人分を含めた271人である。また、車内には供食設備（ビストロ）も設置されている。地域間輸送を目的とした中距離用車両として設計されており、形式名の「DŞI形（DShI形）」は「シュタッドラー・レール製中距離向け気動車列車」という意味である。
2023年12月にポーランドに位置するシュタッドラー・レールの工場からの納入が実施され、試運転を経た後2024年6月14日に首都・バクーとアグスタファを結ぶ経路で営業運転を開始した。

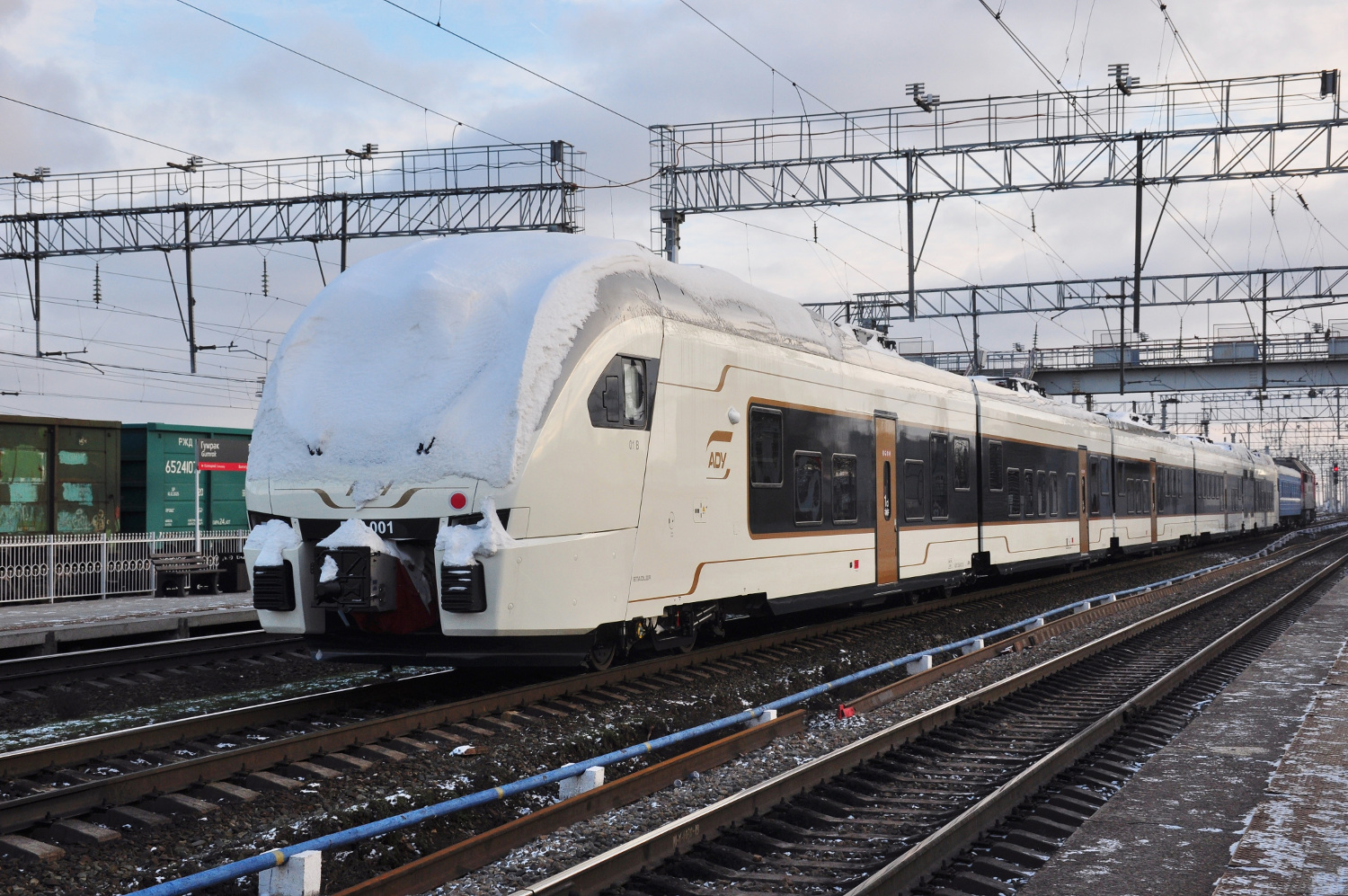
アゼルバイジャンへ輸送されたDŞI形（2023年撮影）

## 電車（EŞI形、EŞR形）
アゼルバイジャン鉄道に導入されたFLIRTのうち、電車タイプは電圧25,000 V・50 Hzに対応した交流電車で、地域間輸送を目的としたEŞI形（EShI形）（3編成）と主に近郊輸送に用いられるEŞR形（EShR形）（3編成）の2種類が存在する。両形式とも編成長92,960 mmの5車体連接車である一方で内装は異なり、EŞI形にはビジネスクラス個室分（8人）を含めた236人分の座席が、EŞR形には255人分の座席が設けられている。また、乗降扉についてもEŞI形は片開きで各車体に1箇所、EŞR形は両開きで各車体に2箇所と用途に応じた異なる形態が採用されている。2024年から順次アゼルバイジャンへの納入が進められている。